# Секретариу, Карлуш
Карлуш Алберту ди Оливейра Секретариу (порт. Carlos Alberto de Oliveira Secretario; род. 12 мая 1970, Сан-Жуан-да-Мадейра) — португальский футболист, правый защитник; тренер.

## Карьера
Воспитанник клуба «Жил Висенте». Начал свою профессиональную карьеру в другой команде, «Пенафиеле». Затем играл в «Фамаликане» и «Браге». В 1993 году перешёл в «Порту» и выступал там на протяжении трёх сезонов, выиграв с клубом два чемпионата Португалии и Суперкубок Португалии.
В 1996 году был куплен мадридским «Реалом» за 250 млн песет (2 млн долларов), подписав контракт на 5 лет. Секретариу стал первым португальцем в истории «Королевского клуба». Покупка Секретариу стала частью крупной компании «Реала» по изменению состава команды. В составе «Реала» Секретариу смог закрепиться в основе, но в январе 1997 года в клуб перешёл итальянец Кристиан Пануччи, который вытеснил Секретариу из состава.
В январе 1998 года Секретариу вернулся в «Порту» и выступал за клуб на протяжении 6 лет, выиграв с командой 4 чемпионата Португалии, 4 Кубка Португалии, 4 Суперкубка Португалии, Кубок УЕФА и Лигу чемпионов, был капитаном команды. В последние годы в «Порту» Секретариу являлся дублёром Паулу Феррейры. Более того, ещё в марте 2003 года клуб хотел разорвать с ним контракт, однако продлил его ещё на 2 года. В июне 2005 года он перешёл в клуб второго португальского дивизиона «Мая», где и завершил свою карьеру.
В составе сборной Португалии Секретариу провёл 35 матчей, дебютировав в 1994 году в матче с Лихтенштейном. Был участником двух чемпионатов Европы.
После завершения карьеры игрока Секретариу стал работать тренером в командах низших португальских лиг «Мая», «Лозада», «Арока», «Салгейруш» и «Сезаренсе», любительском парижском клубе португальской диаспоры «Лузитанос».

## Достижения
- Чемпион Португалии: 1995, 1996, 1998, 1999, 2003, 2004
- Обладатель Кубка Португалии: 1994, 1998, 2000, 2001, 2003
- Обладатель Суперкубка Португалии: 1994, 1998, 1999, 2001, 2003
- Обладатель Кубка УЕФА: 2003
- Победитель Лиги чемпионов: 2004